# Sherlock Holmes i tajna broń
Sherlock Holmes i tajna broń (ang. Sherlock Holmes and the Secret Weapon) – amerykański film szpiegowski z 1942 roku w reżyserii Roya Williama Neilla na podst. opowiadania Tańczące sylwetki sir Arthura Conana Doyle’a. Czwarty z czternastu filmów z Basilem Rathbone’em jako Sherlockiem Holmesem i Nigelem Bruce’em jako doktorem Watsonem.
Film jest jednym z czterech z serii, które znajdują się w domenie publicznej.

## Obsada
- Basil Rathbone – Sherlock Holmes
- Nigel Bruce – doktor Watson
- Lionel Atwill – profesor Moriarty
- Kaaren Verne – Charlotte Eberli
- William Post Jr. – dr Franz Tobel
- Dennis Hoey – inspektor Lestrade
- Holmes Herbert – Sir Reginald Bailey
- Mary Gordon – pani Hudson
- Henry Victor – dr Frederick Hoffner